# شوتنغ رينج
شوتنغ رينج (بالإنجليزية: Shooting Range)‏ ، هي لعبة فيديو من نوع التصويب ، طورها شركة توسي اليابانية ونشرها شركة بانداي عام 1989م.

## طريقة اللعبة
توفر اللعبة 4 مراحل ، ومنها مرحلة الغرب الأمريكي ومرحلة القصر المهجور ومرحلة القمر .